# Onthophagus krakadaakhomus
Onthophagus krakadaakhomus är en skalbaggsart som beskrevs av Masumoto 1992. Onthophagus krakadaakhomus ingår i släktet Onthophagus och familjen bladhorningar. Inga underarter finns listade i Catalogue of Life.